# انفورماتیک جنگل
انفورماتیک جنگل، علمی ترکیبی از جنگل‌داری و انفورماتیک است که تأکید ویژه‌ای بر جمع‌آوری، مدیریت و پردازش داده‌ها، اطلاعات و دانش و تلفیق مفاهیم و نظریه‌های انفورماتیک خاص برای غنی‌سازی مدیریت جنگل و جنگل‌داری دارد؛ این رشته رابطه‌ای مشابه با علوم کتابداری و اطلاع‌رسانی دارد.
این یک علم میان رشته‌ای است که عمدتاً با جمع‌آوری، طبقه‌بندی، دستکاری، ذخیره، بازیابی و انتشار اطلاعات سروکار دارد. اطلاعات، در این زمینه، شامل اسناد قابل خواندن توسط انسان و ماشین می‌شود. نمونه‌هایی از اسناد قابل خواندن توسط انسان شامل نقشه‌ها، برگه‌های اطلاعات میدانی، برنامه‌های عملیاتی و برنامه‌های مدیریت دارایی بلندمدت با متن روایی است. اسناد قابل خواندن توسط ماشین شامل فایل‌هایی برای سامانه اطلاعات جغرافیایی (GIS)، سامانه موقعیت‌یابی جهانی (GPS) و سایر برنامه‌ها مانند صفحات گسترده و سیستم‌های مدیریت پایگاه داده رابطه‌ای هستند.
همانند علم مدیریت، انفورماتیک جنگل از سیستم‌های پشتیبانی تصمیم‌گیری، مدل‌سازی ریاضی، آمار و الگوریتم‌های مهندسی، تحقیق در عملیات، علوم کامپیوتر و هوش مصنوعی برای پشتیبانی از فعالیت‌های تصمیم‌گیری استفاده می‌کند. مسائل رایج جنگلداری شامل برنامه‌ریزی برداشت، برازش مدل، نمونه‌برداری بهینه، سنجش از دور، تخصیص خدمه، طبقه‌بندی تصویر، زمان‌بندی تیمار و مسائل قطع الوار است که بسیاری از آنها را می‌توان به صورت مسائل بهینه‌سازی فرموله کرد (مثلاً مسئله تخصیص تعمیم‌یافته، مسئله فروشنده دوره‌گرد، مسئله کوله پشتی، زمان‌بندی مغازه کارها و مسائل مسیریابی وسایل نقلیه). این حوزه شامل پردازش اطلاعات و مهندسی سامانه اطلاعاتی، سامانه پشتیبانی تصمیم‌گیری، GIS و GPS می‌شود. زمینه تحقیقاتی شامل مطالعات ساختار، الگوریتم‌ها، رفتار و تعاملات سیستم‌های طبیعی و مصنوعی است که اطلاعات مربوط به اکوسیستم‌های جنگلی را ذخیره، پردازش، دسترسی و منتقل می‌کنند.

## تاریخچه
در سال ۱۹۷۰، جی.جی. گروات مقاله‌ای با عنوان «اطلاعات مدیریتی و رایانه‌ها در جنگلداری» منتشر کرد. در این مقاله، نویسنده ابعاد مختلف اطلاعات مدیریتی را توصیف و بررسی می‌کند (مانند عملیات، هزینه‌ها، موقعیت مکانی و زمان) و به موضوعاتی از قبیل ماهیت اطلاعات و تصمیم‌گیری‌های مدیریتی، اطلاعات مدیریتی در حوزه جنگلداری، خود سامانه اطلاعات مدیریتی، کاربرد رایانه‌ها، ساختار یک سامانه مبتنی بر رایانه، مقایسه میان سامانه‌های دستی و رایانه‌ای، و تأثیر این سامانه‌ها بر مدیران میدانی می‌پردازد. نویسنده در پایان نتیجه‌گیری می‌کند که استفاده از رایانه برای پردازش داده‌های مدیریتی، در سازمان‌هایی با اندازه بحرانی، ممکن است از نظر هزینه و ارتقای کیفیت اطلاعات قابل توجیه باشد.
در زمان نگارش آن مقاله، رایانه‌ها، پایگاه‌های داده و سیستم‌های اطلاعات جغرافیایی هنوز در مراحل ابتدایی خود بودند و ابزارهایی مانند سامانه موقعیت‌یاب جهانی امروزی هنوز اختراع نشده بودند. سیستم‌های پایگاه داده مدیریت برای کسب‌وکارها رواج بیشتری داشتند. در طول ۳۰ سال بعد، کامپیوترها قدرتمندتر، کوچک‌تر و ارزان‌تر شدند. سیستم‌های مدیریت پایگاه داده رابطه‌ای در تجارت رایج شده‌اند، بررسی سیستم‌های کامپیوتری با زبان‌هایی مانند SQL استاندارد شده است و شبکه‌های سریع‌تر برای یکپارچه‌سازی داده‌ها و اطلاعات بسیار یکپارچه شده‌اند. در آن زمان، سامانه اطلاعات جغرافیایی که می‌توانستند روی کامپیوترهای رومیزی اجرا شوند و برای کارهای مختلف سفارشی‌سازی شوند نیز توسعه یافتند، اما به عنوان سیستم‌های جداگانه.
ظرف ۱۰ سال گذشته، رشته‌های تخصصی تحصیلی در سطح دانشگاه در چندین دانشکده جنگل‌داری ارائه می‌شوند که در آن‌ها دانشجویان اصول کمی‌سازی، مدل‌سازی، تجزیه و تحلیل توصیفی و پیش‌بینی‌کننده ویژگی‌های منابع طبیعی مورد نیاز برای مدیریت صحیح اکوسیستم‌های جنگلی را می‌آموزند.